# غاري ريد
غاري ريد (بالإنجليزية: Gary Reed) هو منافس ألعاب قوى أمريكي وكندي، ولد في 25 أكتوبر 1981 في كوربوس كريستي في الولايات المتحدة.

## وصلات خارجية
- غاري ريد على موقع الاتحاد الدولي لألعاب القوى (الإنجليزية)
- غاري ريد على موقع اللجنة الأولمبية الدولية (الإنجليزية)
- غاري ريد على موقع أوليمبيديا (الإنجليزية)
- غاري ريد على موقع اللجنة الأولمبية الكندية (الإنجليزية)